# Vincent T. DeVita

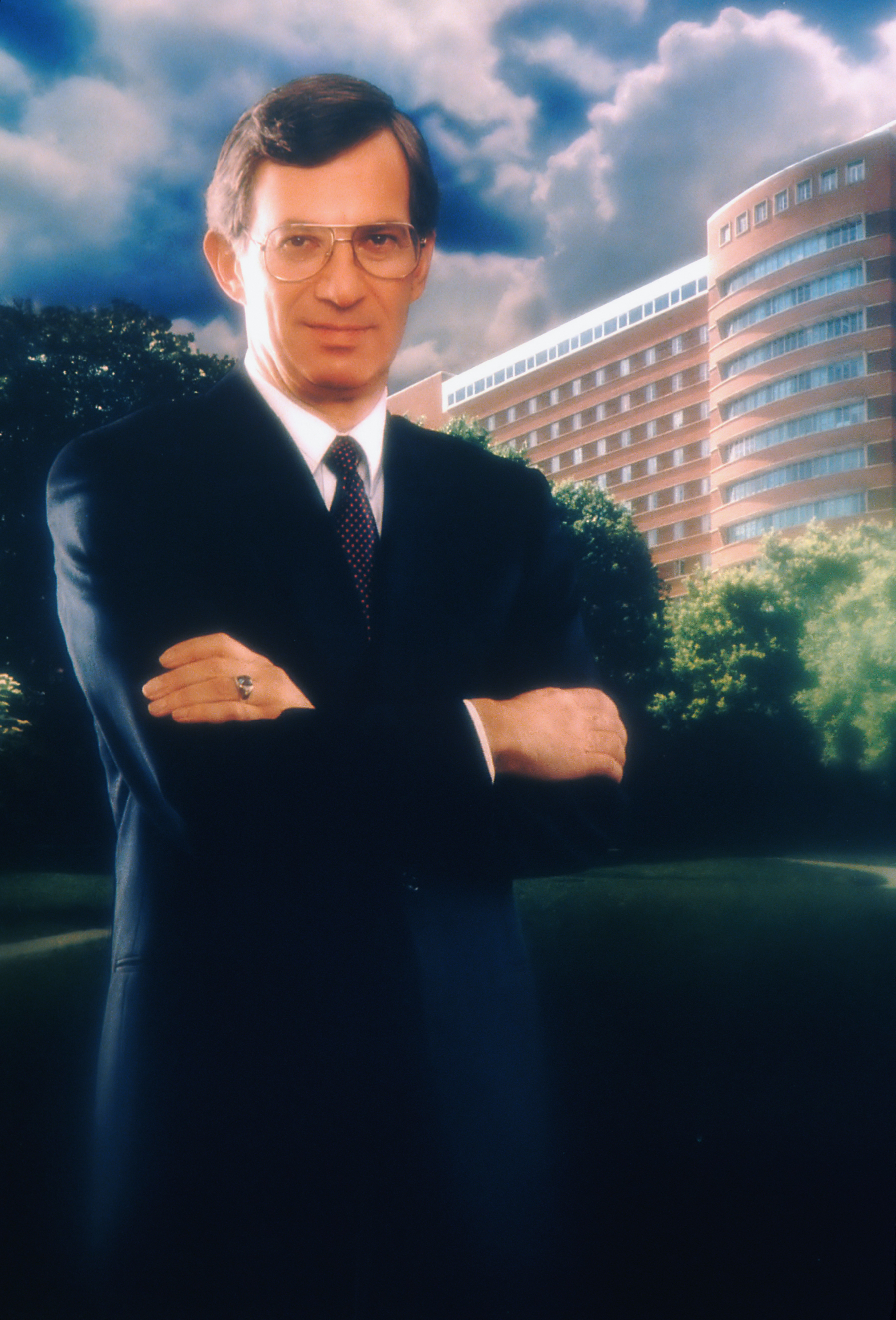
Vincent T. DeVita

Vincent Theodore DeVita (* 7. März 1935 in der Bronx) ist ein US-amerikanischer Mediziner (Onkologie) und Pionier der Chemotherapie von Krebs.
DeVita studierte am College of William and Mary mit dem Bachelor-Abschluss 1957 und Medizin an der George Washington University School of Medicine mit dem M.D. 1961. Er erhielt Facharztzulassungen in Innerer Medizin (1968), Onkologie und Hämatologie. Ab 1963 war er beim National Cancer Institute (NCI). 1975 bis 1988 war er klinischer Direktor des National Cancer Program und Direktor des NCI und 1975 bis 1989 außerdem Professor an der George Washington University School of Medicine. Ab 1988 war er Mitglied und 1988 bis 1991 Chefarzt des Memorial Sloan-Kettering Cancer Center und 1989 bis 1993 Professor an der Cornell University. 1993 bis 2003 war er Direktor des Yale Cancer Center der Yale University und ist Professor für Onkologie und Epidemiologie in Yale.
Er ist mehrfacher Ehrendoktor (College William & Mary, New York Medical College, George Washington University, Georgetown University, Ohio State University).
Er entwickelte maßgeblich erfolgreiche kombinierte Chemotherapien für verschiedene Krebsarten, so gegen Hodgkin-Lymphom (MOPP) oder mit George Canellos gegen Brustkrebs (CMF, Cyclophosphamide Methotrexate Fluorouracil).
1972 erhielt er den Lasker~DeBakey Clinical Medical Research Award, 1982 den James Ewing Award und 1980 den Léopold-Griffuel-Preis. Er ist Mitglied der National Academy of Medicine (Institute of Medicine).
Er ist Herausgeber von The Cancer Journal.

## Schriften
- mit Elizabeth DeVita-Raeburn: The Death of Cancer: After Fifty Years on the Front Lines of Medicine, a Pioneering Oncologist Reveals Why the War on Cancer Is Winnable--and How We Can Get There, Sarah Crichton Books 2015.
- mit Theodore S. Lawrence, Steven A. Rosenberg (Hrsg.): Cancer: Principles and Practice of Oncology, 10. Auflage, Wolters Kluwer Health/Lippincott Williams & Wilkins, 2014.
- mit S. A. Rosenberg: Two hundred years of cancer research, New England J. Med., Band 366, 2012, S. 2207–2214.
- mit G. P. Canellos, S. A. Rosenberg, J. W. Friedberg, T. A. Lister: Treatment of Hodgkin lymphoma: a 50-year perspective, J. Clin. Oncol., Band 32, 2014, S. 163–168.
- mit A. M. Eggermont, S. Hellman, D. J. Kerr: Clinical cancer research: the past, present and the future, Nat. Rev. Clin. Oncol., Band 11, 2014, S. 663–669.
- mit M. Rose, T. S.  Lawrence, S. A. Rosenberg (Hrsg.): Oncology in Primary Care. Philadelphia: Lippencott Williams and Wilkens, 2013.

Mit Edward Chu gibt er jährlich den Physicians’ Cancer Chemotherapy Drug Manual heraus (Jones and Bartlett Learning).